# 平塚パーキングエリア

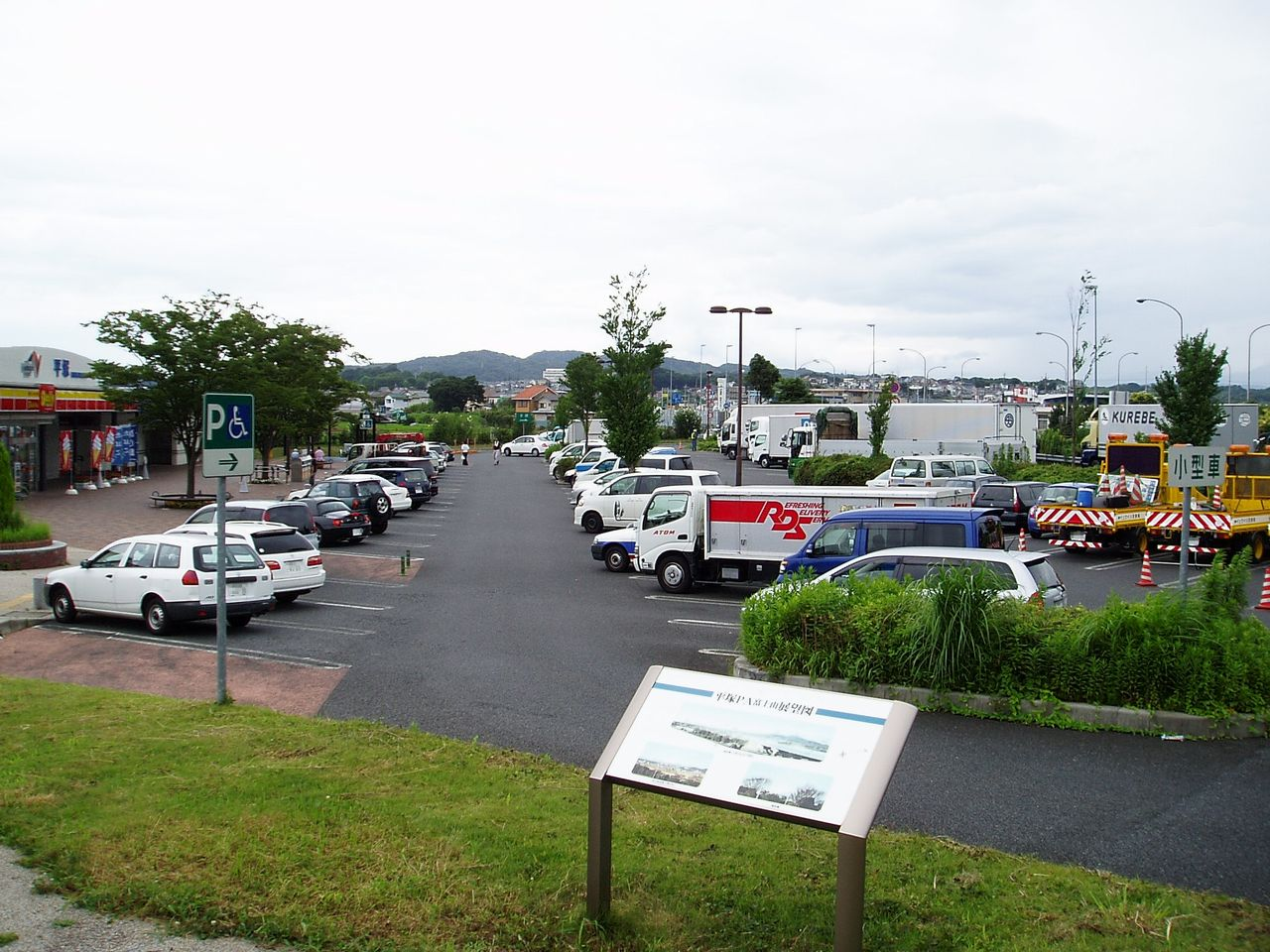
平塚パーキングエリア

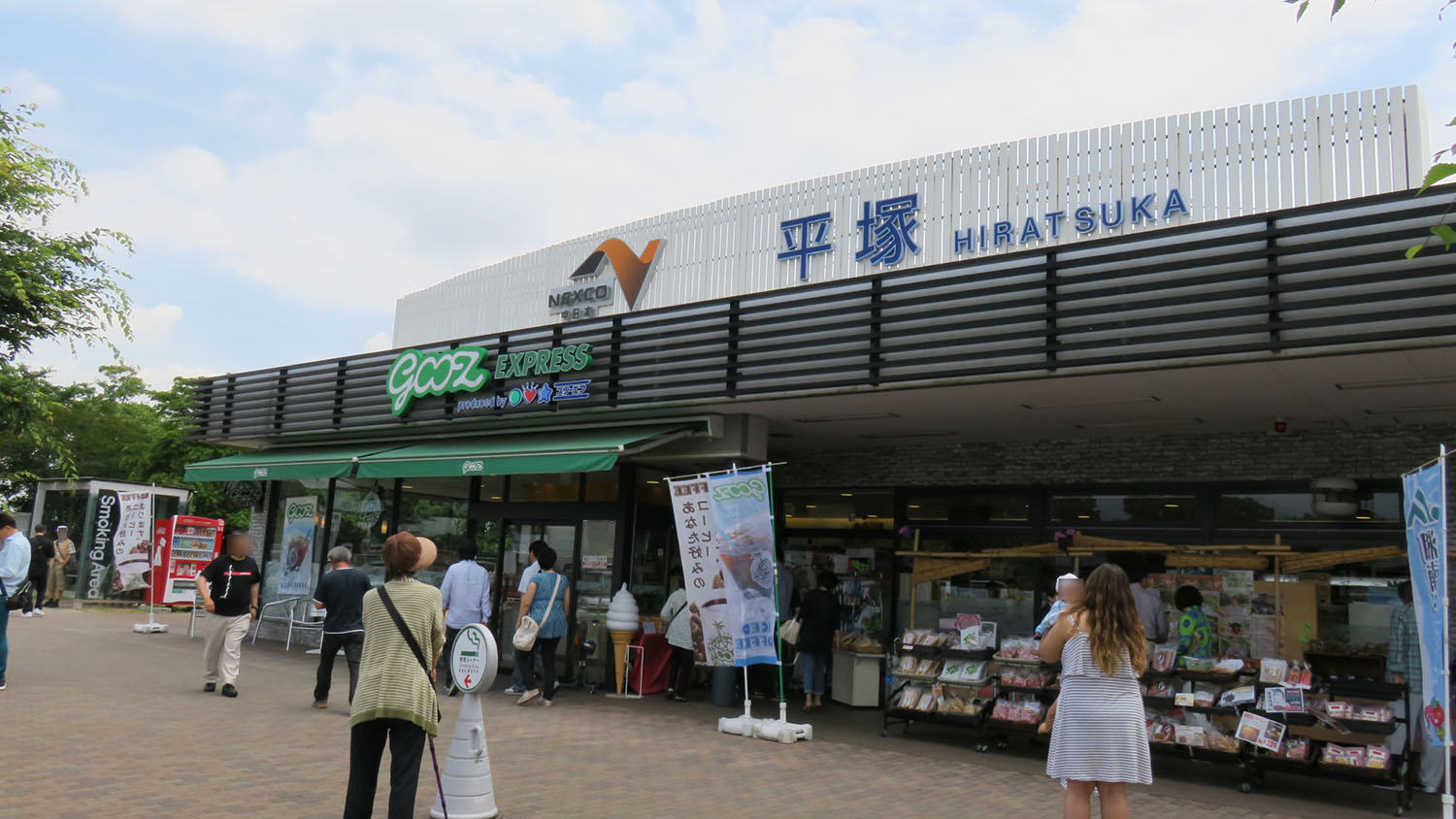
平塚パーキングエリア 売店

平塚パーキングエリア（ひらつかパーキングエリア）は、神奈川県平塚市の小田原厚木道路上にあるパーキングエリアである。下り線（小田原・箱根方面）にのみ設置されている。

## 道路
- E85 小田原厚木道路

## 施設
2024年（令和6年）8月10日にグランドオープンした。

### 下り線（小田原･箱根方面）
- 駐車場
  - 大型 10台
  - 小型 58台
  - 身障者用 小型 2台
- トイレ
  - 男性 大4（和式1・洋式3）・小8
  - 女性 11（和式2・洋式9）
    - 同伴の男児用 1

  - 車椅子用 1
- カフェ[2]
  - グーツコーヒー（24時間）
- コンビニエンスストア[2]
  - スリーエフ「gooz EXPRESS」（24時間）
- ぷらっとパーク（駐車場 小型 2台、24時間）[3]
- 遊具設備[3]
- 自動販売機[3]
- EV急速充電スタンド 1基[3]

## 隣
E85 小田原厚木道路
大磯IC/PA(PAは上り線のみ) - 平塚TB - 平塚IC/PA（PAは下り線のみ） - 伊勢原IC